# Kolorowy telewizor
Kolorowy telewizor – solowy album Grzegorza Markowskiego, nagrany w roku 1986 razem z zespołem Samolot. Został wydany w 1987 r. nakładem wytwórni Polskie Nagrania „Muza”.
Wszystkie utwory są autorstwa Grzegorza Markowskiego i Krzysztofa Stefaniaka. Do tytułowej piosenki został nakręcony teledysk. Album został wyprodukowany w nakładzie 20 000 egzemplarzy. Nakład kasety oraz reedycji CD z 2021 roku i LP z 2022 roku jest nieznany.

## Lista utworów
Źródło:.
Strona A
1. „Dom dla kwiatów” – 4:00
2. „Kolorowy telewizor” – 4:05
3. „Zwis” – 4:30
4. „Uważaj na znaki” – 3:30
5. „Zgubiłem się mamo” – 3:15

Strona B
1. „Zbudź się wstaje dzień” – 5:00
2. „Widzisz Panie” – 4:35
3. „Znowu bije dzwon” – 4:50
4. „Malowane dni” – 4:45

## Twórcy
Źródło:.
- Grzegorz Markowski – śpiew
- Cezary Bierzniewski – gitara elektryczna, gitara akustyczna
- Janusz Skowron – instrumenty klawiszowe
- Robert Jaszewski – gitara basowa
- Wiesław Gola – perkusja
- Tomasz Pierzchalski – saksofon (B4)

Personel
- Erazm Ciołek – foto
- Jan Rylke – projekt graficzny
- Andrzej Lupa – realizacja nagrań
- Andrzej Sasin – realizacja nagrań